# Hôpital de Töölö
L'hôpital de Töölö (en finnois : Töölön sairaala) est un hôpital situé à Taka-Töölö du HUCH à Helsinki en Finlande.

## Description
L'hôpital est spécialisé en chirurgie plastique, orthopédie et traumatologie, chirurgie de la main et neurochirurgie.
L'hôpital a une zone de responsabilité d'environ 2 millions de personnes.
L'hôpital a 15 salles d'opération et environ 200 lits.
L'hôpital dispose aussi de cliniques externes dans plusieurs spécialités, de laboratoires, de dispositifs d'imagerie et d'une unité de physiothérapie. 
L'hôpital de Töölö sera abandonné dans les années 2020 lorsque la construction du nouvel hôpital Siltasairaala de Meilahti sera achevée,.

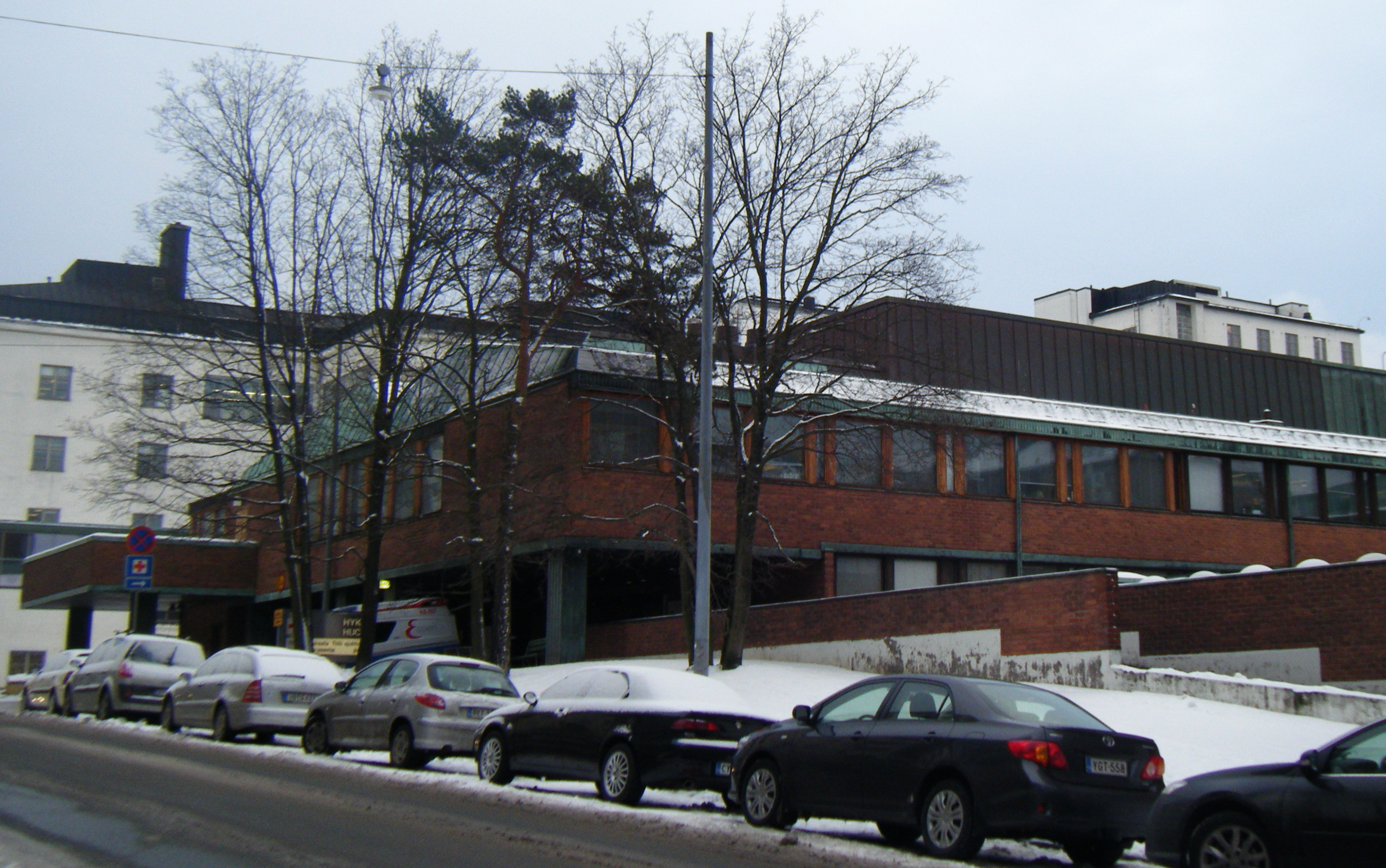